# Tang Yik Chun
Tang Yik Chun (né le 23 juin 1986 à Hong Kong) est un athlète de Hong Kong, spécialiste du sprint et du relais.

## Carrière
Il détient le record de Hong Kong du relais 4 × 100 m.
Lors des Championnats d'Asie à Pune, L'équipe de Hong Kong, toujours composée de Tang Yik Chun, de Lai Chun Ho, de Ng Ka Fung et de Tsui Chi Ho remporte son premier titre de champion d'Asie en 38 s 94, devant le Japon et la Chine.
Il remporte la médaille de bronze du relais lors des Jeux asiatiques 2014 à Incheon, en un temps de 38 s 98.

## Palmarès
| Date | Compétition         | Lieu        | Résultat | Épreuve   | Temps   |
| ---- | ------------------- | ----------- | -------- | --------- | ------- |
| 2010 | Jeux asiatiques     | Canton      | 4e       | 4 x 100 m | 39 s 62 |
| 2011 | Championnats d'Asie | Kobe        | 2e       | 4 x 100 m | 39 s 26 |
| 2013 | Championnats d'Asie | Pune        | 1er      | 4 x 100 m | 38 s 94 |
| 2014 | Jeux asiatiques     | Incheon     | 3e       | 4 x 100 m | 38 s 98 |
| 2015 | Championnats d'Asie | Wuhan       | 2e       | 4 x 100 m | 39 s 25 |
| 2017 | Championnats d'Asie | Bhubaneswar | 3e       | 4 x 100 m | 39 s 53 |
| 2019 | Championnats d'Asie | Doha        | 5e       | 4 x 100 m | 39 s 91 |